# 解放内伶仃纪念碑
解放内伶仃纪念碑，位于广东省深圳市南山区中山公园内，为深圳市市级文物保护单位，类型为近现代重要史迹及代表性建筑，公布时间为1984年9月6日。

## 概况
解放内伶仃纪念碑最初立于1950年5月20日，位于宝安县城南门校场北侧，命为“解放内伶仃岛纪念碑”。是中国人民解放军第44军第130师第390团为纪念占领内伶仃岛而阵亡的官兵所立的碑。先后三易地址。1980年8月，与“征粮队纪念碑”合并重建于宝安县城教场之南，仍命名为“解放内伶仃岛纪念碑”。9月，深圳市人民政府公布为文物保护单位。1994年8月，拆除“解放内伶仃岛纪念碑”。1995年8月1日，新碑建成。